# Ротонда парка Монсо
Рото́нда парка Монсо (фр. Rotonde du parc Monceau), также Ша́ртрская ротонда (Rotonde de Chartres), Барьер Ша́ртрской ротонды (Barrière de la rotonde de Chartres) — павильон-ротонда, находящийся в Париже, у входа в публичный парк Монсо со стороны Площади Доминиканской Республики (VIII округ города). Возведённый в конце XVIII века по проекту архитектора Клода-Николя Леду в рамках проекта новой городской стены, является одной из всего четырёх сохранившихся построек этого, некогда обширного, комплекса.

## Название
Название «Шартрская ротонда» отсылает к «Фоли де Шартр» — названию находившегося здесь до революции причудливого загородного имения герцога Шартрского Луи-Филиппа, богатого представителя младшей линии Бурбонов, носившего этот титул в 1752—1785 годах. Есть мнение, что таким образом архитектор Клод-Николя Леду проявил галантность к владельцу земли, на которой был выстроен павильон. Когда в XIX веке после реставрации монархии имение было возвращено наследникам Филиппа Эгалите, парк вновь стал называться «Шартрским», — так что, возможно, такое название у ротонды появилось позднее. 
Другое распространённое название постройки, «Барьер [Шартрской] ротонды», не вполне корректно, так как этот павильон не являлся барьером, то есть пунктом, предназначенным для сбора таможенных пошлин на въезде в Париж. Он находился на частной земле, в стороне от дорог, и предназначался «для обозрения местности». Настоящий «барьер Монсо», где трое служащих собирали с проезжающих налог, стоял на городской дороге в 600 м на восток и был снесён после 1859 года. Другой барьер, де Курсель, находился чуть западнее; он был снесён в то же время.

## История
Ротонда посреди английского парка имения герцога Орлеанского «Фоли де Шартр» была построена по проекту архитектора Клода-Николя Леду в 1787—1790 годах. Сооружённая в виде небольшого античного храма-толоса, окружённого галереей из каннелированных дорических колонн, она является одной из так называемых «пропилеев Леду». 
Леду был ответственным за сооружение многочисленных строений новой городской стены генеральных откупщиков, возведённой вокруг Парижа в 1784—1790 годах и предназначенной для сбора таможенных пошлин. Участок, проходящий вдоль северной оконечности герцогского парка, был завершён в 1787 году. Павильон, находившийся на территории парка, в стороне от барьеров, предназначался «для обозрения местности»: первый этаж этого небольшого строения занимала контора откупщиков, из помещения же второго этажа герцог мог любоваться окрестными пейзажами. Однако наслаждаться видами ему пришлось недолго — после революции, с началом террора в 1793 году, Филипп Эгалите был казнён, а его имение реквизировано.  
После 1859 года, во время глобальной реконструкции Парижа, большинство сооружений стены откупщиков были снесены: Из более чем 50 павильонов сохранилось лишь четыре. Ротонда, стоящая на краю оставшегося незастроенным участка бывшей герцогской усадьбы, была включена в состав вновь организованного городского публичного парка — парка Монсо. В 1860—1861 годах, в рамках работ по его благоустройству, архитектор Габриэль Давью реконструировал здание, перестроив купол и добавив к нему высокий шпиль. С двух сторон от ротонды появились предназначенные для входа в парк ажурные кованые ворота с позолотой; через пропилеи портика самой ротонды с внешней, городской стороны были пропущены ряды ограды. Ранее в просветах между колоннами были развешаны изящные фонари; к нашему времени они исчезли. 
24 апреля 1907 года ротонда парка Монсо была включена в реестр исторических памятников Франции.